# Elecciones generales de Bélgica de 1925
Las elecciones generales de Bélgica fueron realizadas el 5 de abril de 1925. El resultado fue el triunfo del Partido Laborista Belga, quién obtuvo 78 de los 187 escaños en la Cámara de Representantes. La participación electoral fue de una 92.8% en la elección de diputados y un 92.7% en la elección de senadores.
Un escaño adicional en la Cámara de Representantes fue asignado para el distrito de Verviers, después de la anexión de Eupen-Malmedy.

## Resultados

### Cámara de Representantes
|                              |           |       |         |       |  |  |  |  |  |
| Partido                      | Votos     | %     | Escaños | +/–   |  |  |  |  |  |
| Partido Laborista Belga      | 821 116   | 39.48 | 78      | +10   |  |  |  |  |  |
| Partido Católico             | 778 336   | 37.42 | 78      | +8    |  |  |  |  |  |
| Partido Liberal              | 304 757   | 14.65 | 23      | –10   |  |  |  |  |  |
| Frontpartij                  | 80 407    | 3.87  | 6       | +2    |  |  |  |  |  |
| Partido Comunista de Bélgica | 34 149    | 1.64  | 2       | Nuevo |  |  |  |  |  |
| Otros partidos               | 61 858    | 2.97  | 0       | –1    |  |  |  |  |  |
| Votos en blanco/nulos        | 0         | –     | –       | –     |  |  |  |  |  |
| Total                        | 2 080 047 | 100   | 187     | +1    |  |  |  |  |  |
| Fuente: Elecciones belgas    |           |       |         |       |  |  |  |  |  |

### Senado
| Partido                   | Votos     | %     | Escaños | +/–   |
| ------------------------- | --------- | ----- | ------- | ----- |
| Partido Laborista Belga   | 828 854   | 40.87 | 39      | +6    |
| Partido Católico          | 757 804   | 37.36 | 38      | +4    |
| Partido Liberal           | 324 823   | 16.02 | 13      | –5    |
| Disidentes Católicos      | 52 286    | 2.58  | 3       | Nuevo |
| Otros partidos            | 64 430    | 3.18  | 0       | 0     |
| Votos en blanco/nulos     | 0         | –     | –       | –     |
| Total                     | 2 028 197 | 100   | 93      | 0     |
| Fuente: Elecciones belgas |           |       |         |       |